# Битва на Полях Авраама

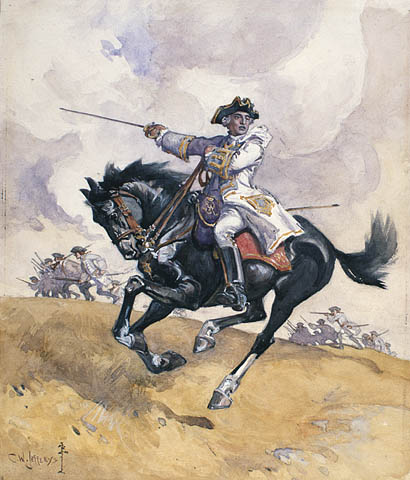
Монкам (Montcalm) веде свої війська у бій. Акварель Чарльза Вільяма Джефферіза (Charles William Jefferys) (1869—1951).

Битва на Полях Авраама (фр. Bataille des Plaines d'Abraham) — одна з вирішальних битв Семирічної війни, що відбулася 13 вересня 1759 на Полях Авраама біля міста Квебек між військами англійським та французьким із союзними їм індіанцями.
Франція програла — і англійські війська окупували місто Квебек, а наступного року — усю Канаду. Ця поразка визначила долю Нової Франції, яку, за Паризьким договором 1763 року, поділено між Великою Британією та Іспанією.
Англійським військом керував генерал Джеймс Вольф (англ. James Wolfe), французьким — Луї-Жозеф де Монкам (фр. Louis-Joseph de Montcalm). Обидва воєначальники загинули під час цієї битви.

## Інтерпретації

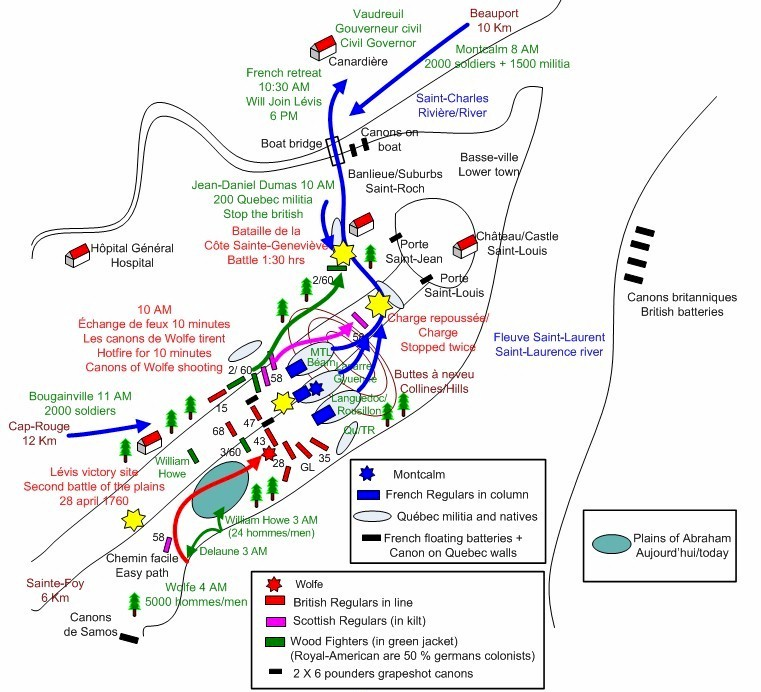
План Битви на Полях Авраама

Ще й сьогодні, численні квебекуа (особливо квебекські націоналісти) сприймають Битву на Полях Авраама не просто як історичну подію, а поразку пращурів нинішніх франкоканадців. З їхньої точки зору період англійського панування — це «іноземна окупація», за часів якої французька мова витісняється поступово на другий план, а проти франко-канадців — по-простому дискримінують.
У 2009 році федеральний уряд Канади вирішив відсвяткувати 250-у річницю Битви, підготувавши театралізоване дійство, у якому відтворено б головні події та бої 13 вересня 1759 року. Це викликало таку бурю протестів громадян Квебеку — зокрема патріотичних кіл, що, під тиском громадянської думки Квебеку, всеканадський уряд примушено відмовитись від святкувань. До речі, непорозуміння виникло серед англоканадців, які інсценізовану подію вважали просто цікавим елементом свята.